# K League 2012
La K League 2012 fue la 30.ª temporada de la K League. Contó con la participación de dieciséis equipos. El torneo comenzó el 3 de marzo y terminó el 2 de diciembre de 2012. Cabe destacar que Busan I'Park extrajo el apóstrofo de su nombre y pasó a competir oficialmente bajo la denominación de Busan IPark.
El campeón fue FC Seoul, por lo que clasificó a la Liga de Campeones de la AFC 2013. Por otra parte, salió subcampeón Jeonbuk Hyundai Motors, quien también ganó su derecho a disputar el máximo torneo continental. Los otros cupos para la Liga de Campeones asiática fueron para Suwon Samsung Bluewings y Pohang Steelers.
Por primera vez desde la creación de la K League fue posible el descenso de categoría. Quienes tuvieron el desafortunado honor de ser los primeros en hacerlo fueron Gwangju FC y Sangju Sangmu Phoenix.

## Reglamento de juego
El torneo se disputó en un formato de todos contra todos a ida y vuelta, de manera tal que cada equipo debió jugar un partido de local y uno de visitante contra sus otros quince contrincantes. Una victoria se puntuaba con tres unidades, mientras que el empate valía un punto y la derrota, ninguno.
Para desempatar se utilizaron los siguientes criterios:
1. Puntos
2. Diferencia de goles
3. Goles anotados
4. Resultados entre los equipos en cuestión

Después de la 30.ª fecha, la liga se bifurcó en dos secciones: Zona Campeonato, para los equipos momentáneamente ubicados en los ocho primeros lugares, y Zona Descenso, para los conjuntos restantes. Cada sección se disputó en un formato de todos contra todos a ida y vuelta, de manera tal que cada equipo debió jugar un partido de local y uno de visitante contra sus otros siete contrincantes de zona. Una victoria se puntuaba con tres unidades, mientras que el empate valía un punto y la derrota, ninguno. Para desempatar se usaron los mismos criterios que para la fase regular.
Los dos últimos de la Zona Descenso perderían automáticamente la categoría y pasarían a jugar en la K League Challenge 2013.

## Tabla de posiciones

### Temporada regular
| Pos. | Equipo                  | Pts. | PJ | G  | E  | P  | GF | GC | Dif. | Clasificación o descenso                              |
| ---- | ----------------------- | ---- | -- | -- | -- | -- | -- | -- | ---- | ----------------------------------------------------- |
| 1    | FC Seoul (C)            | 96   | 44 | 29 | 9  | 6  | 76 | 42 | +34  | Fase de grupos de la Liga de Campeones de la AFC 2013 |
| 2    | Jeonbuk Hyundai Motors  | 79   | 44 | 22 | 13 | 9  | 82 | 49 | +33  | Fase de grupos de la Liga de Campeones de la AFC 2013 |
| 3    | Pohang Steelers         | 77   | 44 | 23 | 8  | 13 | 72 | 47 | +25  | Fase de grupos de la Liga de Campeones de la AFC 2013 |
| 4    | Suwon Samsung Bluewings | 73   | 44 | 20 | 13 | 11 | 61 | 51 | +10  | Fase de grupos de la Liga de Campeones de la AFC 2013 |
| 5    | Ulsan Hyundai           | 68   | 44 | 18 | 14 | 12 | 60 | 52 | +8   |                                                       |
| 6    | Jeju United             | 63   | 44 | 16 | 15 | 13 | 71 | 56 | +15  |                                                       |
| 7    | Busan IPark             | 53   | 44 | 13 | 14 | 17 | 40 | 51 | −11  |                                                       |
| 8    | Gyeongnam FC            | 50   | 44 | 14 | 8  | 22 | 50 | 60 | −10  |                                                       |
|      |                         |      |    |    |    |    |    |    |      |                                                       |
| 9    | Incheon United          | 67   | 44 | 17 | 16 | 11 | 46 | 40 | +6   |                                                       |
| 10   | Daegu FC                | 61   | 44 | 16 | 13 | 15 | 55 | 56 | −1   |                                                       |
| 11   | Chunnam Dragons         | 53   | 44 | 13 | 14 | 17 | 47 | 60 | −13  |                                                       |
| 12   | Seongnam Ilhwa Chunma   | 52   | 44 | 14 | 10 | 20 | 47 | 56 | −9   |                                                       |
| 13   | Daejeon Citizen         | 50   | 44 | 13 | 11 | 20 | 46 | 67 | −21  |                                                       |
| 14   | Gangwon FC              | 49   | 44 | 14 | 7  | 23 | 57 | 68 | −11  |                                                       |
| 15   | Gwangju FC              | 45   | 44 | 10 | 15 | 19 | 57 | 67 | −10  | Descendido a K League Challenge 2013                  |
| 16   | Sangju Sangmu Phoenix   | 27   | 44 | 7  | 6  | 31 | 29 | 74 | −45  | Retirado y descendido a K League Challenge 2013       |

 Fuente: South Korea 2012
Notas:
1. ↑  Pohang Steelers se clasificó para la Liga de Campeones de la AFC 2013 al ganar la Copa FA de Corea 2012.
2. ↑  Debido a que Sangju Sangmu Phoenix no puede competir en la Liga de Campeones de la AFC, si Sangju estuviera entre los tres primeros de la tabla de posiciones, el siguiente equipo mejor clasificado de la liga clasificaría a la Liga de Campeones de la AFC. Sangju Sangmu Phoenix se retiró de la liga después de la Fecha 30 y se le dieron por perdido los siguientes partidos por 0-2.[2]

### Después de la 30.ª fecha
| Avance al Grupo A (Zona Campeonato) 1. FC Seoul 2. Jeonbuk Hyundai Motors 3. Suwon Samsung Bluewings 4. Ulsan Hyundai 5. Pohang Steelers 6. Busan IPark 7. Jeju United 8. Gyeongnam FC | Avance al Grupo B (Zona Descenso) 9. Incheon United 10. Daegu FC 11. Seongnam Ilhwa Chunma 12. Chunnam Dragons 13. Daejeon Citizen 14. Gwangju FC 15. Sangju Sangmu Phoenix (retirado) 16. Gangwon FC |

## Campeón
|                             |
|                             |
| Campeón FC Seoul 5.º título |